# Zwierzyniec (Głogówek)
Zwierzyniec (niem. Tiergarten) – część miasta Głogówka, która obejmuje obszar w okolicy ul. Łąkowej.